# Bab Sharqi
Bab Sharqi (tiếng Ả Rập: باب شرقي; "Cổng phía đông"), còn được gọi là Cổng mặt trời, là một trong bảy cổng thành cổ của Damascus, Syria. Tên hiện đại của nó xuất phát từ vị trí của nó ở phía đông của thành phố. Cánh cổng cũng đặt tên của nó cho khu phố Kitô giáo xung quanh nó. Mặt tiền lớn của cổng được xây dựng lại vào những năm 1960.
Ngoài việc là cổng La Mã ban đầu duy nhất còn đứng, Bab Sharqi còn là cổng duy nhất trong tám cổng của Thành phố cổ Damascus để duy trì hình dạng ban đầu của nó như một lối đi ba, với lối đi trung tâm lớn cho các đoàn lữ hành và bánh xe và hai cái nhỏ hơn sườn một cái lớn cho người đi bộ.

## Lịch sử
Cổng, được dành riêng cho Mặt trời bởi người La Mã và được gọi là Cổng mặt trời, bắt nguồn từ ca. 200 sau công nguyên. Mặc dù cánh cổng có ít cấu trúc phòng thủ trong thời kỳ La Mã, nhưng rất có thể nó được bao quanh bởi các tòa tháp từ cả hai phía. Kiến trúc của nó là tối thiểu với chầu duy nhất là những người hành hương cao lớn phóng ra từ các bức tường của nó. Cổng rộng 26 mét (85 ft), đứng trên một đại lộ lớn, Decumanus Maximus của thành phố được các nguồn kinh thánh gọi là Street Called Straight, trở thành động mạch chính trong thành phố. Đại lộ bao gồm một làn đường trung tâm cho các phương tiện có bánh xe 14 mét (46 ft)  rộng, và hai mặt đường dành cho người đi bộ. Phần còn lại của hàng cột xuyên thành phố tồn tại bên trong cổng. The Street Called Straight, vẫn kết nối cổng phía đông của thành phố với cổng phía tây, hoặc Bab al-Jabiyah.
Damascus đã bị người Hồi giáo chinh phục trong thời kỳ Rashidun. Sau khi bắt giữ Damascus bởi quân đội Khalid ibn al-Walid, vị tướng Khalid ibn al-Walid vào Damascus thông qua cổng này trên 18 Tháng chín 634. Quyết định của Khalid ibn al-Walid cho phép các Kitô hữu Damascus tiếp tục tiếp cận các nhà thờ của họ ở phía đông Damascus chịu trách nhiệm cho sự phát triển dần dần của Khu phố Christian của thành phố gần cổng.
Vào thế kỷ thứ 12 dưới triều đại Nur ad-Din Zangi, cổng đã bị chặn một phần ngoại trừ lối vào trung tâm được chuyển thành lối vào bị uốn cong. Một tháp cũng được thêm vào trên cùng của cổng.